# 阮廷槐
阮廷槐（越南语：／，1866年—1942年），越南阮朝官員。

## 生平
阮廷槐是廣南省升平府醴陽縣賢良村（今屬廣南省升平縣）人，嗣德十九年（1866年）出生在順化壽祿。他是嗣德後期培訓的法文翻譯，嫻熟法文、漢文和國語字。法屬初期，在順化欽使座擔任翻譯。成泰十四年（1902年），對授太常寺少卿，擔任國學場助教。維新五年（1911年），改任候補場副督教，後升督教。啟定四年（1919年），升禮部尚書銜，改任機密院參佐。啟定八年（1923年），阮廷槐升署協佐大學士致事。同年七月，實授協佐大學士致事，并獎賞一面三項表德龍佩星。保大十年（1935年），阮朝加授阮廷槐太子少保銜。

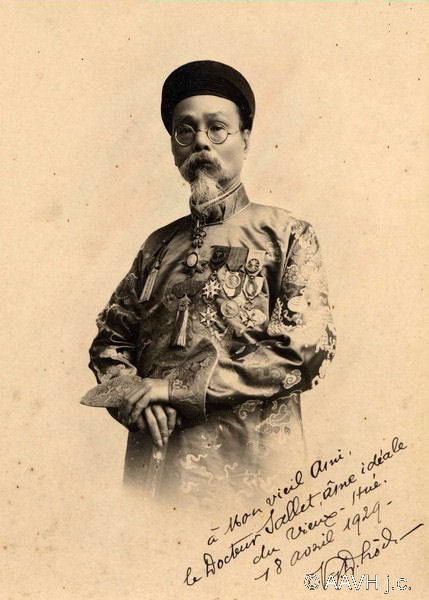
阮廷槐半身照

保大十七年（1942年），阮廷槐去世，壽七十七歲。

## 榮譽
- 學術棕櫚勳章公共教育軍官勳位[1]
- | 大南龍星指揮官勳位（1919年）[1]
- 法國榮譽軍團勳章軍官勳位（1928年）[1]
- 農業功勳勳章騎士勳位（1940年）[3]
- 貝寧黑星勳章（法语：Ordre de l'Étoile noire）（1940年，勳位不詳）[3]